# Giro dos Apeninos
O Giro dos Apeninos (oficialmente:Giro dell'Appennino) é uma competição de ciclismo de um dia que se disputa anualmente nos Apeninos, na Itália.
Foi criada em 1934, e seu percurso varia por diferentes cidades italianas como Novi Ligure, Chiavari, Génova, entre outros. A principal dificuldade dos ciclistas é o Passo della Bocchetta, cume que culmina a 772 metros de altitude. A corrida faz parte do UCI Europe Tour na categoria 1.1 e disputa-se no mês de abril.
Com seis vitórias consecutivas entre 1977 e 1982, Gianbattista Baronchelli possui o recorde de vitórias.

## Palmarés
| Ano                                                              | Vencedor                 | Segundo                     | Terceiro              |
| ---------------------------------------------------------------- | ------------------------ | --------------------------- | --------------------- |
| 1934                                                             | Augusto Como             | Giulio Campastro            | Luigi Cafferata       |
| 1935                                                             | Augusto Como             | Mario De Benedetti          | Carlo Sbersi          |
| 1936                                                             | Settimio Simonini        | Augusto Como Luigi Ferrando |                       |
| 1937                                                             | Cino Cinelli             | Guerrino Tommasoni          | Augusto Como          |
| 1938                                                             | Luigi Ferrando           | Achille Bucco               | Antonio Racca         |
| 1939                                                             | Lorenzo Mazzarello       | Giovanni De Stefanis        | Fausto Coppi          |
| 1940-1945 edições não realizadas devido à Segunda Guerra Mundial |                          |                             |                       |
| 1946                                                             | Enrico Mollo             | Vittorio Rossello           | Egidio Feruglio       |
| 1947                                                             | Alfredo Martini          | Egidio Feruglio             | Michele Motta         |
| 1948                                                             | Settimio Simonini        | Severino Canavesi           | Vincenzo Rossello     |
| 1949                                                             | Dino Rossi               | Renzo Soldani               | Pietro Giudici        |
| 1950                                                             | Renzo Soldani            | Giancarlo Astrua            | Bortolo Bof           |
| 1951                                                             | Rinaldo Moresco          | Giovanni Pettinati          | Franco Franchi        |
| 1952                                                             | Giorgio Albani           | Giuseppe Minardi            | Rinaldo Moresco       |
| 1953                                                             | Angelo Conterno          | Giovanni Pettinati          | Gianni Ghidini        |
| 1954                                                             | Giorgio Albani           | Angelo Conterno             | Luigi Gabrioli        |
| 1955                                                             | Fausto Coppi             | Bruno Monti                 | Aldo Moser            |
| 1956                                                             | Cleto Maule              | Bruno Monti                 | Giuseppe Buratti      |
| 1957                                                             | Aurelio Cestari          | Giancarlo Astrua            | Bruno Costalunga      |
| 1958                                                             | Cleto Maule              | Idrio Bui                   | Noè Conti             |
| 1959                                                             | Silvano Ciampi           | Walter Almaviva             | Nello Velucchi        |
| 1960                                                             | Emile Daems              | Ercole Baldini              | Nino Defilippis       |
| 1961                                                             | Adriano Zamboni          | Roberto Falaschi            | Federico Bahamontes   |
| 1962                                                             | Franco Balmamion         | Gastone Nencini             | Idrio Bui             |
| 1963                                                             | Italo Zilioli            | Diego Ronchini              | Adriano Durante       |
| 1964                                                             | Franco Cribiori          | Gianni Motta                | Franco Balmamion      |
| 1965                                                             | Michelle Dancelli        | Guido De Rosso              | Vito Taccone          |
| 1966                                                             | Michelle Dancelli        | Italo Zilioli               | Adriano Passuello     |
| 1967                                                             | Michelle Dancelli        | Franco Bitossi              | Guido De Rosso        |
| 1968                                                             | Gianni Motta             | Roberto Ballini             | Alberto Della Torre   |
| 1969                                                             | Felice Gimondi           | Gianni Motta                | Tomaso De Pra         |
| 1970                                                             | Gianni Motta             | Pierfranco Vianelli         | Italo Zilioli         |
| 1971                                                             | Gösta Pettersson         | Fabrizio Fabbri             | Mauro Simonetti       |
| 1972                                                             | Felice Gimondi           | Franco Bitossi              | Michelle Dancelli     |
| 1973                                                             | Italo Zilioli            | Gianni Motta                | Michelle Dancelli     |
| 1974                                                             | Giovanni Battaglin       | Enrico Paolini              | Giacinto Santambrogio |
| 1975                                                             | Fabrizio Fabbri          | Walter Riccomi              | Mauro Simonetti       |
| 1976                                                             | Francesco Moser          | Giovanni Battaglin          | Ronald De Witte       |
| 1977                                                             | Gianbattista Baronchelli | Mario Beccia                | Wladimiro Panizza     |
| 1978                                                             | Gianbattista Baronchelli | Alfio Vandi                 | Giuseppe Saronni      |
| 1979                                                             | Gianbattista Baronchelli | Mario Beccia                | Bernt Johansson       |
| 1980                                                             | Gianbattista Baronchelli | Mario Beccia                | Alfio Vandi           |
| 1981                                                             | Gianbattista Baronchelli | Alfio Vandi                 | Wladimiro Panizza     |
| 1982                                                             | Gianbattista Baronchelli | Franco Chioccioli           | Mario Beccia          |
| 1983                                                             | Marino Lejarreta         | Emanuele Bombini            | Wladimiro Panizza     |
| 1984                                                             | Mario Beccia             | Fabrizio Verza              | Wladimiro Panizza     |
| 1985                                                             | Francesco Moser          | Alberto Volpi               | Marino Lejarreta      |
| 1986                                                             | Gianni Bugno             | Francesco Moser             | Jens Veggerby         |
| 1987                                                             | Gianni Bugno             | Alberto Volpi               | Pierino Gavazzi       |
| 1988                                                             | Gianni Bugno             | Stefano Colagè              | Alberto Volpi         |
| 1989                                                             | Moreno Argentin          | Gianni Bugno                | Giorgio Furlan        |
| 1990                                                             | Flavio Giupponi          | Marco Lietti                | Antonio Fanelli       |
| 1991                                                             | Dirk De Wolf             | Gianni Bugno                | Claudio Chiappucci    |
| 1992                                                             | Claudio Chiappucci       | Leonardo Sierra             | Stefano Casagrande    |
| 1993                                                             | Giuseppe Calcaterra      | Valerio Tebaldi             | Diego Trepin          |
| 1994                                                             | Evgeni Berzin            | Claudio Chiappucci          | Stefano Della Santa   |
| 1995                                                             | Francesco Casagrande     | Davide Rebellin             | Wladimir Belli        |
| 1996                                                             | Wladimir Belli           | Pavel Tonkov                | Gianni Faresin        |
| 1997                                                             | Pavel Tonkov             | Daniele Nardello            | Massimo Podenzana     |
| 1998                                                             | Pavel Tonkov             | Paolo Lanfranchi            | Davide Rebellin       |
| 1999                                                             | Simone Borgheresi        | Pavel Tonkov                | Daniele De Paoli      |
| 2000                                                             | Mauro Zanetti            | Eddy Mazzoleni              | Paolo Lanfranchi      |
| 2001                                                             | Alexandr Shefer          | Raimondas Rumšas            | Serguei Gonchar       |
| 2002                                                             | Giuliano Figueras        | Alexandr Shefer             | Faat Zakirov          |
| 2003                                                             | Gilberto Simoni          | Marius Sabaliauskas         | Pavel Tonkov          |
| 2004                                                             | Damiano Cunego           | Giuliano Figueras           | Rinaldo Nocentini     |
| 2005                                                             | Gilberto Simoni          | Luca Mazzanti               | Przemysław Niemiec    |
| 2006                                                             | Rinaldo Nocentini        | Luca Mazzanti               | Eddy Ratti            |
| 2007                                                             | Alessandro Bertolini     | Kanstantsin Sivtsov         | Ruslan Pidhornyy      |
| 2008                                                             | Alessandro Bertolini     | Eddy Ratti                  | Chris Froome          |
| 2009                                                             | Vincenzo Nibali          | Leonardo Bertagnolli        | Marco Marzano         |
| 2010                                                             | Robert Kišerlovski       | Domenico Pozzovivo          | Alessandro Bertolini  |
| 2011                                                             | Damiano Cunego           | Emanuele Sella              | Luis Felipe Laverde   |
| 2012                                                             | Fabio Felline            | Gianluca Brambilla          | Francesco Reda        |
| 2013                                                             | Davide Mucelli           | Luca Mazzanti               | Ivan Rovny            |
| 2014                                                             | Sonny Colbrelli          | Grega Bole                  | Miguel Ángel Rubiano  |
| 2015                                                             | Omar Fraile              | Stefano Pirazzi             | Damiano Cunego        |
| 2016                                                             | Serguei Firsanov         | Francesco Gavazzi           | Mauro Finetto         |
| 2017                                                             | Danilo Celano            | Egan Bernal                 | Manuel Senni          |
| 2018                                                             | Giulio Ciccone           | Amaro Antunes               | Fausto Masnada        |
| 2019                                                             | Mattia Cattaneo          | Fausto Masnada              | Simone Ravanelli      |
| 2020                                                             | Ethan Hayter             | Alessandro Covi             | Robert Stannard       |
| 2021                                                             | Ben Hermans              | Valerio Conti               | Enrico Battaglin      |
| 2022                                                             | Louis Meintjes           | Natnael Tesfatsion          | Georg Zimmermann      |
| 2023                                                             | Marc Hirschi             | Cristián Rodríguez          | Henok Mulubrhan       |
| 2024                                                             | Jan Christen             | Simone Velasco              | Diego Ulissi          |
| 2025                                                             |                          |                             |                       |

## Palmarés por países
| País        | Vitórias |
| ----------- | -------- |
| Itália      | 69       |
| Rússia      | 4        |
| Bélgica     | 3        |
| Espanha     | 2        |
| Croácia     | 1        |
| Cazaquistão | 1        |
| Suécia      | 1        |
| Reino Unido | 1        |